# Quận Richland, South Carolina
Quận Richland là một quận trong tiểu bang South Carolina. Năm 2000, dân số quận là 320.677 người, năm 2007, Cục điều tra dân số Hoa Kỳ ước tính dân số đã đạt 364.001 người, đây là quận có dân số đông thứ nhì ở tiểu bang South Carolina, chỉ sau quận Greenville. Quận lỵ là Columbia,6 là thủ phủ bang. Đây cũng là trung tâm dân số của tiểu bang South Carolina.

## Địa lý
Theo Cục điều tra dân số Hoa Kỳ, quận có tổng diện tích 772 square miles (1.999 km²), trong đó, 756 dặm Anh vuông (1.959 km²) là diện tích đất và 15 dặm Anh vuông (40 km²) trong tổng diện tích (1,98%) là diện tích mặt nước. Quận Richland nằm ở trung độ bang South Carolina.

### Các quận giáp ranh
- Quận Fairfield, Nam Carolina - Bắc
- Quận Kershaw, Nam Carolina - Đông bắc
- Quận Sumter, Nam Carolina - Đông
- Quận Calhoun, Nam Carolina - Nam
- Quận Lexington, Nam Carolina - Tây
- Quận Newberry, Nam Carolina - Tây bắc

### Các khu bảo tồn quốc gia
- Congaree National Park

## Thông tin nhân khẩu
Theo cuộc điều tra dân số2 tiến hành năm 2000, quận này có dân số 320.677 người, 120.101 hộ, và 76.384 gia đình sinh sống trong quận này. Mật độ dân số là 424 người trên mỗi dặm Anh vuông (164/km²). Đã có 129,793 đơn vị nhà ở với một mật độ bình quân là 172 trên mỗi dặm Anh vuông (66/km²). Cơ cấu chủng tộc của dân cư sinh sống tại quận này gồm 50,29% người da trắng, 45,16% người da đen hoặc người Mỹ gốc Phi, 0,24% người thổ dân châu Mỹ, 1,72% người gốc châu Á, 0,08% người các đảo Thái Bình Dương, 1,16% từ các chủng tộc khác, và 1,35% từ hai hay nhiều chủng tộc. 2,72% dân số là người Hispanic hoặc người Latin thuộc bất cứ chủng tộc nào.
Có 120,101 hộ trong đó có 31,50% có con cái dưới tuổi 18 sống chung với họ, 43,70% là những cặp kết hôn sinh sống với nhau, 16,30% có một chủ hộ là nữ không có chồng sống cùng, và 36,40% là không gia đình. 29,10% trong tất cả các hộ gồm các cá nhân và 7,30% có người sinh sống một mình và có độ tuổi 65 tuổi hay già hơn. Quy mô trung bình của hộ là 2,44 còn quy mô trung bình của gia đình là 3,05,
Cơ cấu độ tuổi dân cư quận này như sau 24,20% dưới độ tuổi 18, 13,80% từ 18 đến 24, 31,60% từ 25 đến 44, 20,60% từ 45 đến 64, và 9,80% người có độ tuổi 65 tuổi hay già hơn. Độ tuổi trung bình là 33 tuổi. Cứ mỗi 100 nữ giới thì có 93,20 nam giới. Cứ mỗi 100 nữ giới có độ tuổi 18 và lớn hơn thì, có 89,80 nam giới.
Thu nhập bình quân của một hộ ở quận này là $39.961, và thu nhập bình quân của một gia đình ở quận này là $49.466, Nam giới có thu nhập bình quân $34.346 so với mức thu nhập $25.909 đối với nữ giới. Thu nhập bình quân đầu người của quận là $20.794, Khoảng 10,10% gia đình và 13,70% dân số sống dưới ngưỡng nghèo, bao gồm 17,50% những người có độ tuổi 18 và 12,00% là những người 65 tuổi hoặc già hơn.

## Các khu vực dân cư

### Các thành phố và thị trấn
- Arcadia Lakes (pop. 833)
- Blythewood (pop. 500)
- Cayce (một phần) (pop. 12,597)
- Columbia (pop. 124,818)
- Eastover (pop. 830)
- Forest Acres (pop. 10,908)
- Irmo (pop. 11,039)

### Unincorporated communities
| - Arthurtown - Ballentine - Boyden Arbor - Dentsville (Pop. 13,009) - Eau Claire - Gadsden - Harbison - Hilton - Hopkins - Horrell Hill - Killian - Kingville - Lake Murray | - Leesburg - Lykes - Olympia - Pontiac - Riverside - St. Andrews (Pop. 21,814) - Spring Hill - State Park - Wateree - Windsor Estates - White Rock - Woodfield (Pop. 9,238) - Northeastside (Pop.2,854) |